# Embalaža
Embalaža ali ovojnina je vsak material, ki obdaja neki proizvod z glavnim namenom, da ga zaščiti, ima pa tudi estetsko in informacijska funkcijo.

## Funkcije embalaže
- Fizična zaščita: Ovojnina nudi proizvodu zaščito pred vibracijami, pritiski, temperaturnimi vplivi in drugimi mehanskimi vplivi.
- Kemična zaščita: Produkt lahko ovojnina zaščiti pred zrakom, svetlobo, vlago ... Pri ovojnini je za kemično zaščito bistvenega pomena njena prepustnost snovi.
- Praktičnost pri transportu: Večje število manjših proizvodov je združenih v en kos ovojnine, kar olajša rokovanje z izdelkom.
- Informacijska funkcija: Na ovojnini so zapisani različni podatki o vsebujočem izdelku: ime, rok uporabe ... Pri zdravilih, kemikalijah, medicinskih pripomočkih in hrani so nekatere informacije, ki jih mora vsebovati ovojnina, zakonsko določene. Podatki so lahko zapisani neposredno na ovojnino ali pa na nalepko.
- Prepoznavnost in estetika izdelka: Ovojnina je pomemben vidik trženja izdelka, saj mora v potencialnem kupcu spodbuditi zanimanje. Ovojnino lahko proizvajalec pravno zaščiti in prepreči, da bi konkurenčni proizvajalci uporabljali enako ovojnino.
- Priročnost: Ovojnina mora biti izdelana na način, da je čim bolj priročna za uporabo (odpiranje, ponovno zapiranje, shranjevanje ...).

## Vrste embalaže
- Primarna embalaža je material, ki pride v neposredni stik s proizvodom.
- Sekundarna embalaža obdaja primarno embalažo, lahko tudi po več kosov skupaj.
- Terciarna embalaža se uporablja za embaliranje velikih količin proizvoda, na primer za ladijski transport.

#### Primarna embalaža
- pršilo
- pločevinka
- plastenka
- steklenica
- kartonka
- pretisni omot
- plastična vreča
- ovojnica
- tuba

#### Sekundarna embalaža
- škatla
- karton

#### Terciarna embalaža
- bala
- sod
- vsebnik
- paleta

## Ponovna uporaba, ekologija
Embalaža obremenjuje okolje z nastajanjem in ko jo odstranimo.
Številne embalaže so zato že proučevali glede na njihov življenjski krog.
Pri tem se je izkazalo, da pogosto nima nobenega smisla soditi ali primerjati embalaže glede na sestavo materiala. Bolj je potrebno, da se razišče in upošteva embalaža v zvezi s svojo uporabnostjo in  njenim življenjskim tokom in da lahko ima različna emblaža vpliv na izdelke pri obstojnosti in pri prodajni izgubi..
Že uporabljena embalaža, ne glede na to ali je za enkratno ali za večkratno uporabo v Nemčiji ne velja kot odpadek, temveč kot material, katerega odstranjevanje, uporaba in ponovna uporaba je urejena z odredbo o embalaži.

### Za enkratno uporabo
Embalaže za enkratno uporabo iz gospodinjstev, ki so označe z zeleno piko se dodelijo ciklu materiala, tako imenovanemu Duales Systems Deutschland (DSD).

### Za večkratno uporabo
Embalaža za večkratno uporabo na splošno v procesu kot, da si jo sposodimo in jo vrnemo v promet, delno tudi kot depozit. Od leta 2003 velja v Nemčiji depozit za ponudbo pijač tudi pri embalaži za enkratno uporabo.

### Kompostiranje
Alternativa pri običajeni embalaži, ki pogosto ni več uporabna in je po njeni urabi odpadna embalaža, je material embalaže, ki je primeren za kompostiranje. Narejene so iz biološko razgradljive plastike in so delno ali v celoti izdelane iz obnovljivih surovin. Te plastike se uporabljajo kot embalaža za različne izdelke, kot na primer pri živilih.